# Clusia duartei
Clusia duartei är en tvåhjärtbladig växtart som beskrevs av B. Maguire. Clusia duartei ingår i släktet Clusia och familjen Clusiaceae. Inga underarter finns listade i Catalogue of Life.